# Gran Premio Rik Van Looy
El Gran Premio Rik Van Looy es una carrera ciclista bega disputada entre Grobbendonk y Herentals (Bélgica). Entre 2018 y 2021 fue disputada por ciclistas menores de 23 años.

## Palmarés
| Año         | Ganador            | Segundo             | Tercero                   |
| ----------- | ------------------ | ------------------- | ------------------------- |
| Sub-23      |                    |                     |                           |
| 2018        | Brent Van Moer     | Niels Boele         | Jelle Schuermans          |
| 2019        | Viktor Verschaeve  | Lennert Teugels     | Thomas Vereecken          |
| 2020        | cancelada          | cancelada           | cancelada                 |
| 2021        | Louis Blouwe       | Cériel Desal        | Luca De Meester           |
| Profesional |                    |                     |                           |
| 2022        | Coen Vermeltfoort  | Rasmus Bøgh Wallin  | Sebastian Kirkedam Larsen |
| 2023        | Rasmus Bøgh Wallin | Gianluca Pollefliet | Pieter Van Laer           |
| 2024        | Simon Dehairs      | Davide Bomboi       | Tim Torn Teutenberg       |

## Palmarés por países
| País         | Victorias |
| ------------ | --------- |
| Bélgica      | 4         |
| Países Bajos | 1         |
| Dinamarca    | 1         |